# Партенонас
Партенонас (грч. Παρθενώνας) је насељено место у општини Ситонија у периферији Средишња Македонија, Грчка. Према попису из 2021. године било је 33 становника.
Према бугарском географу и историчару, Василу Канчову, у Партенонасу је 1900. године живело 340 Грка. Шездесетих година 20. века већина мештана се преселила у Нови Мармарас, те је село 1981. било без становниа.